# Appeninn Holding
Appeninn Holding (Appeninn Vagyonkezelo Holding Nyrt) ist ein ungarisches Unternehmen, das seinen Sitz in Budapest hat und im Immobiliengeschäft und in der Touristikbranche tätig ist. Das Portfolio der Firma umfasst mehr als 155.000 Quadratmeter Immobilien im Wert von fast 162 Mio. €. Die Objekte befinden sich ausschließlich in Ungarn.
Das Einzelhandelsportfolio wurde im August 2018 mit dem Erwerb von 18 separaten Immobilien aufgebaut. Das Bruttoportfolio von 18.000 Quadratmetern Nutzfläche ist an Spar Hungary (Spar Magyarország Kereskedelmi Kft.), einer der größten ungarischen Einzelhandelsketten, vermietet.
Der Tourismuszweig der Firma umfasst 5 Projekte in Ungarn, die sich z. T. noch in der Entwicklung befinden, u. a. Club Aliga am Balaton und ein Marina-Projekt mit Hotel in Balatonfüred. Zu diesem Zweck erwarb Appeninn im Jahr 2020 eine Mehrheitsbeteiligung an der Dreamland Holding Zrt.
Die Tochtergesellschaft Appeninn Asset Management Holding Plc. erbringt Dienstleistungen, die u. U. den vollständigen Betrieb der Immobilie umfassen können.
Die Aktie von Appeninn Holding ist im ungarischen Aktienindex BUX enthalten.

## Geschichte
Die Appeninn Vagyonkezelő Holding AG wurde am 1. Dezember 2009 von der Lehn Consulting AG als Einzelunternehmen unter dem Namen Appenzell Holding Zrt. als Schweizer Unternehmen gegründet. Der Name wurde kurz darauf aufgrund der schweizerischen Gesetzgebung in Appeninn Holding Zrt. geändert. Im April 2010 wurde die Gesellschaft in eine Aktiengesellschaft umgewandelt und im Juni des gleichen Jahres an der Budapester Börse notiert.